# IF Stadion
Idrætsforeningen Stadion, normalt bare kaldet IF Stadion, er en dansk håndboldklub fra Brønshøj. Den blev grundlagt i 1906, hvilket gør den til en af Danmarks ældste klubber. Klubben startede som atletikklub, men i dag er klubben udelukkende håndboldklub. Klubben er mest kendt for at have vundet det danske mesterskab to gange; i 1972 og 1973. Desuden har de vundet pokalturneringen én gang i 1969, og nået finalen 5 gange. I dag spiller herreholdet i 3. division.
Klubben spiller i gule trøjer og grønne bukser på hjemmebane og røde trøjer og sorte bukser på udebane.

## Landsholdsspillere
- Daniel Svensson
- Jørgen Frandsen
- Svend Lund